# Regio (exogéologie)
Cet article concerne le terme de nomenclature planétaire. Pour le train régional suisse, voir Regio.

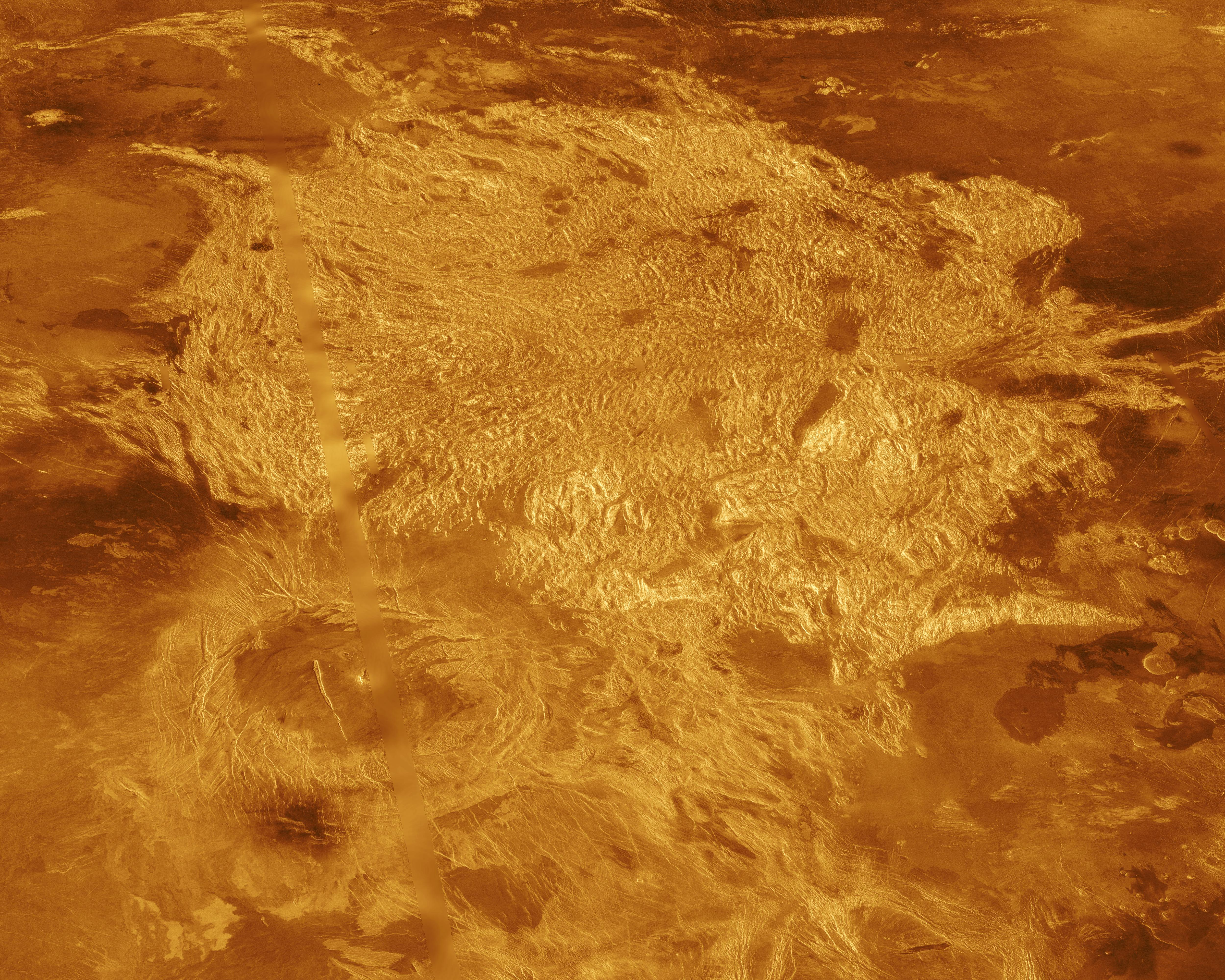
Alpha Regio, une regio de Vénus (image radar).

En géologie planétaire, une regio (pluriel : regiones) désigne en général une région étendue d'albédo homogène et distinct des terrains environnants, parfois seulement une région présentant une couleur ou une topographie particulière et homogène la distinguant des régions voisines.
L'UAI emploie ce terme sur Vénus, les satellites galiléens Io, Europe et Ganymède de Jupiter, les satellites Titan, Japet et Phœbé de Saturne, le satellite Miranda d'Uranus, le satellite Triton de Neptune, la planète naine Pluton et les astéroïdes Vesta, Lutèce, Ida, Éros, Gaspra, Šteins et Itokawa.